# Ann Preston
Ann Preston (1 de diciembre de 1813 - 18 de abril de 1872) fue una médica, activista y educadora estadounidense.

## Primeros años
Ann Preston fue la primera decana de una escuela médica, en la universidad Médica de la Mujer de Pensilvania (WMCP), la primera escuela médica en el mundo que admitía mujeres exclusivamente. En una época en la que la profesión médica estaba en su práctica totalidad en manos de hombres (se consideraba un trabajo en ocasiones muy cruel y desagradable, inasumible para las mujeres), Ann Preston hizo campaña para que sus alumnas fuesen admitidas en las clases clínicas impartidas en el Hospital Blockley de Filadelfia y en el Hospital de Pensilvania. A pesar de la hostilidad abierta del alumnado médico masculino, y a veces de los propios responsables académicos, Preston negoció con determinación mejores condiciones educativas para sus alumnas.
Preston nació en 1813 en West Grove, Pensilvania, en los alrededores de Filadelfia, hija de Amos Preston (un destacado agricultor cuáquero) y de su mujer Margaret Smith Preston, padres de ocho hijos. Se educó en una escuela cuáquera local, y más adelante asistió brevemente a otra escuela (también cuáquera) en Chester (Pensilvania). La comunidad cuáquera del Condado de Chéster era ardientemente abolicionista y partidaria de la templanza, y la granja familiar de los Preston, Prestonville, era conocida como un lugar de acogida para esclavos huidos.
Como hija mayor, Ann asumió la responsabilidad de ocuparse de la familia durante las enfermedades frecuentes de su madre, interrumpiendo su educación formal. Empezó a acudir a las conferencias en el liceo local, se afilió a una sociedad literaria, se convirtió en miembro de la Sociedad Antiesclavitud de Clarkson y fue muy activa en el movimiento por la templanza y por los derechos de las mujeres.
Una vez que sus hermanos pequeños fueron suficientemente mayores, Preston comenzó a trabajar como profesora de escuela. En 1849 publicó un libro de poemas para niños, "Cousin Ann's Stories" (Cuentos de la Prima Ann). En la década de 1840, se interesó en educar a las mujeres acerca de sus cuerpos, su fisiología y cuestiones higiénicas. Fue instruida en privado en medicina como aprendiz del doctor Nathaniel Moseley entre 1847 y 1849. Incapaz de ingresar e ninguna escuela médica debido a sus políticas en contra de la admisión de mujeres, Preston (que contaba por entonces 38 años de edad) por fin pudo inscribirse en la recién fundada Universidad Médica Femenina Cuáquera de Pensilvania (posteriormente denominada en 1867 Universidad Médica de la Mujer de Pensilvania) en su clase inaugural de 1850. Mientras estudiaba en la Universidad, Preston escribió en 1851 a su amiga y también activista cuáquera Hannah Darlington:

The joy of exploring a new field of knowledge, the rest from accustomed pursuits and cares, the stimulus of competition, the novelty of a new kind of life, are all mine, and all for the time possess a charm. And then, I am restful in spirit and well satisfied that I came.

(La alegría de explorar un nuevo campo de conocimiento, el resto de actividades y cuidados acostumbrados, el estímulo de la competencia, la novedad de un nuevo tipo de vida, son todos míos, y todos por el momento poseen encanto. Y entonces, mi espíritu está tranquilo y muy satisfecho de lo sucedido.)

 Se graduó en 1852, siendo una de las ocho mujeres que recibieron el grado médico. La doctora Preston regresó a la universidad al año siguiente para sus estudios de postgrado, siendo nombrada en la misma institución profesora de fisiología e higiene en 1853. En 1862 se involucró en la fundación del Hospital de la Mujer de Filadelfia para proporcionar la muy necesaria formación clínica del alumnado de la universidad. Durante la Guerra de Secesión, la universidad estuvo cerrada entre 1861 y 1862 debido a la carencia de financiación. En este período, Preston (cuya salud siempre ha sido precaria) cayó enferma de fiebre reumática, tensión nerviosa, y agotamiento. Tuvo que ser ingresada en el Hospital Psiquiátrico de Pensilvania durante tres meses para recuperarse bajo el cuidado del doctor Thomas S. Kirkbride, un médico cuáquero que defendió el "tratamiento humanitario" para los enfermos mentales.
Cuando la Universidad Médica Femenina reabrió sus puertas en octubre de 1862, lo hizo en una serie de salas alquiladas al Hospital de la Mujer de Filadelfia. En 1864 se produjo un enfrentamiento en la facultad, cuando Dean Edwin Fussell intentó impedir que se concediera el grado médico a la estudiante Mary Corinna Putnam Jacobi, alegando que no tenía la cualificación necesaria. Otros miembros de la facultad, incluyendo a la doctora Preston, fuertemente apoyada por Jacobi, discreparon de esta decisión. A consecuencia de este incidente, Fussell (uno de los más antiguos miembros de la facultad y sobrino del fundador de la universidad, Bartholomew Fussell) dimitió, y Preston se convirtió en decana entre 1866 y 1872.

## Carrera en la Universidad Médica de la Mujer de Pensilvania

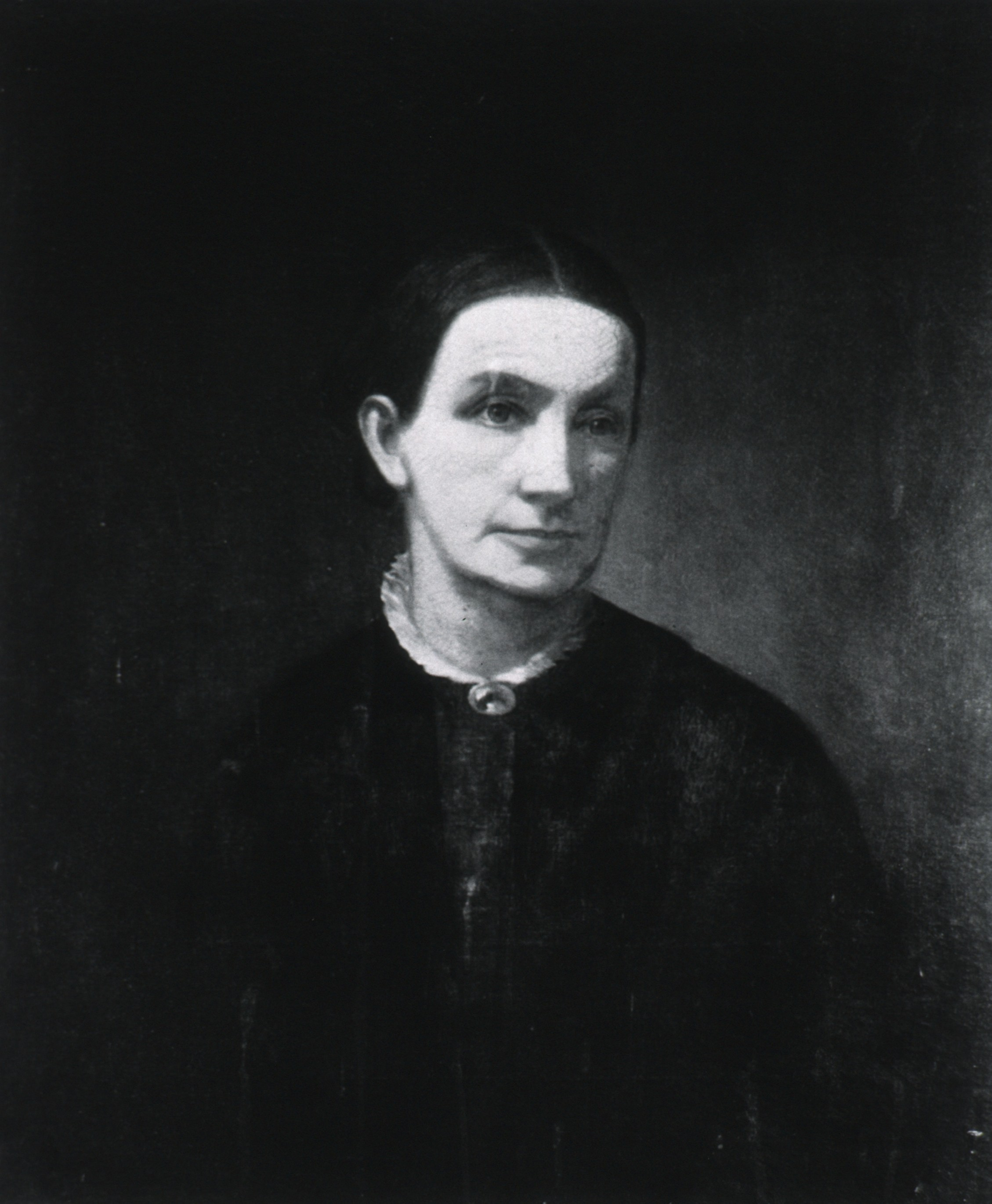
Ann Preston

Ann Preston fue la primera mujer en ser decana de una escuela médica, una posición que le permitió abanderar el derecho de las mujeres a estudiar medicina. Preston era también lo que el historiador Steve Peitzman denominó una "constructora de instituciones", guiando a la Universidad tras la guerra a su reconstrucción y crecimiento. "Como luchadora cuáquera, sus armas son morales: la persuasión, el ejemplo activo, y... la enérgica palabra escrita." Además de fundar el hospital, antes de ser decana abrió una escuela de enfermería, y continuó trabajando para mejorar las oportunidades educativas de las alumnas de la Universidad Médica para la Mujer, incluyendo más y mejor experiencia clínica. En 1867, la Sociedad Médica del Condado de Filadelfia se opuso a la práctica de la medicina por las mujeres. La respuesta de Ann Preston no se hizo esperar "...Tenemos que protestar...contra la injusticia de los que ponen obstáculos en nuestro camino, no porque seamos ignorantes o incompetentes o desconsideradas con el código médico o la ética cristiana, sino porque somos mujeres." La defensa de Preston desarmó muchas de las crítica adversas.
En 1868, Preston negoció con el Hospital Blockley de Filadelfia para que el alumnado de la Universidad Médica para la Mujer pudiese atender allí las especialidades clínicas generales. En 1869 llegó a un acuerdo similar con el Hospital de Pensilvania, donde en noviembre de 1869, un grupo de aproximadamente treinta alumnas de medicina fue verbal y físicamente acosado por el alumnado masculino. Anna Broomall, licenciada en medicina en 1871 y futura docente en la facultad, recordaba "los alumnos masculinos, atropelladamente agitados, permanecían encapuchados en pie sobre los asientos, nos increpaban y nos tiraban bolas de papel, intentando en vano desalojarnos." El incidente suscitó unos debates públicos muy agitados en la prensa local y nacional sobre lo adecuado de la presencia del alumnado médico femenino en las prácticas clínicas, pero el resultado fue la inevitable aceptación de la coeducación en las clínicas.
Además de educadora y defensora de las alumnas de medicina, la doctora Preston también ejerció la medicina, atendiendo en el Hospital para la Mujer y manteniendo su propia consulta privada. Permaneció soltera, disfrutando de una vida social y profesional activa, incluyendo su propia casa, un lugar "donde los amigos queridos viven conmigo en relación armoniosa, y contribuyen mucho para formar un círculo ordenado en mi hogar."  Continuó escribiendo y trabajando a favor de las reforma social, hasta que un ataque de reumatismo articular agudo en 1871 la dejó muy debilitada. Padeció una recaída al año siguiente y murió el 18 de abril de 1872.

## Archivos de Ann Preston
- Biblia de la Familia Preston (incluye registros de la familia en el centro), 1838[10]
- Poema, "The Child's Playhouse", 1842[10]
- Poema, "To a Departed Sister", 1843[10]
- Cousin Ann's Stories for Children (Philadelphia, J.M. McKim; 36 páginas), 1849[10]
- System of Human Anatomy, general and special, by Wilson Erasmus, M.D. (Philadelphia), 1850. Nombrado, firmado y anotado.[10]
- Address on the Occasion of the Centennial Celebration of the Founding of the Pennsylvania Hospital, by George B. Wood, M.D., 1851. Owned, signed and annotated.[10]
- Addresses and lectures (including an introductory lecture, 2 valedictory addresses, and "Women as Physicians", 1855, 1858, 1867, 1870.[10]
- Letter to the Board of Managers of the Pennsylvania Hospital, 1856.[10]
- Letters to Sarah Coates, 21 de marzo de 1831, undated.[10]
- Poem, "It's Good to Live. A Thanksgiving Hymn", undated.[10]
- Poem, "Remember me when far away...", undated.[10]
- Letters to Sarah Coates, 1831, 1846, undated.[10]
- Letters to unknown recipients, 1831, 1854.[10]
- Letters to Hannah M. Darlington, 1833-1851, undated.[10]
- Letters to Lavinia M. Passmore, 1843, 1860, 1868.[10]
- Letters from William Darlington, 1860.[10]
- "Address in Memory of Ann Preston, M.D.," by Elizabeth E. Judson, M.D., 11 de marzo de 1873.[10]
- Letter to Dr. Alsop, undated.[10]
- Information regarding the collected copies and locations of originals, 1968-1969.[10]

## Citas
In Ann Preston's 1858 valedictory address, she speculated that:

"No lordly Turk, smoking on his ottoman, could better depict the depravation which public manners would suffer, if Turkish women, should openly walk, side by side with fathers, husbands, and brothers, to the solemn Mosque, than some among us have portrayed the perversion our society must undergo if woman shares with man the office of Physician."(En su discurso de despedida de 1858, Ann Preston señaló que:

"Ningún sátrapa turco, fumando en su otomana, podría explicar mejor la depravación que las costumbres públicas sufrirían si las mujeres turcas pudiesen abiertamente caminar junto a padres, maridos y hermanos, a la mezquita solemne; que como lo han hecho algunos de nosotros describiendo la perversión que debería padecer nuestra sociedad si la mujer comparte con el hombre el oficio de médico ".)

Ann Preston (1813-1872):

"Wherever it is proper to introduce women as patients, there also it is in accordance with the instinct of truest womanhood for women to appear as physicians and students."(Dondequiera que sea apropiado introducir a las mujeres como pacientes, también está de acuerdo con el instinto de la feminidad más verdadera el que las mujeres aparezcan como médicos y estudiantes.)